# Браун, Дешорн
Дешорн Дуэйн Браун (англ. Deshorn Dwayne Brown; род. 22 декабря 1990, Манчестер, Ямайка) — ямайский футболист, нападающий. Выступал за сборную Ямайки.

## Клубная карьера
Браун начал карьеру, выступая за футбольные команды университетов, где он проходил обучение (Мобилский университет, Университет Центральной Флориды). В 2011 году он также играл за клуб PDL «Де-Мойн Менис», где забил 9 мячей в 10 матчах. В следующем году Дешорн выступал за «Рединг Юнайтед», где забил в каждом из 13 матчей.
17 января 2013 года Браун был выбран на Супердрафте MLS клубом «Колорадо Рэпидз» под общим шестым номером. Его профессиональный дебют состоялся 2 марта в матче стартового тура сезона 2013 против «Далласа». 16 марта в поединке против «Реал Солт-Лейк» Дешорн забил свой первый гол в профессиональной карьере. 6 октября в матче против «Сиэтл Саундерс» Браун забил один из самых быстрых голов в истории MLS, отличившись уже на 14-й секунде.
17 марта 2015 года Дешорн перешёл в норвежскую «Волеренгу». 6 апреля в матче против «Стрёмсгодсет» он дебютировал в Типпелиге. 17 апреля в поединке против «Хёугесунна» Браун сделал «дубль», забив свои первые голы за новую команду.
Летом 2016 года Браун был продан в клуб Первой лиги Китая «Шэньчжэнь» за $1,2 млн.
7 марта 2017 года Дешорн вернулся в США, став игроком клуба USL «Тампа-Бэй Раудис». 1 апреля в матче против «Торонто II» он дебютировал за «Раудис», забив гол после выхода на замену.
20 июня того же года Браун перешёл в «Ди Си Юнайтед», который, чтобы подписать его, выменял у «Хьюстон Динамо» первую позицию в рейтинге распределения MLS за $100 тыс. в общих и $75 тыс. в целевых распределительных средствах, место иностранного игрока и свою позицию в рейтинге распределения под девятым номером. 21 июня в матче против «Атланты Юнайтед» он дебютировал за вашингтонский клуб. 4 июля в поединке против «Далласа» Браун забил свой первый гол за «Ди Си Юнайтед». После окончания сезона 2017 клуб не продлил контракт с игроком.
В начале 2018 года Браун заключил соглашение с испанской «Лоркой».
18 сентября 2018 года Браун вновь вернулся в США, подписав контракт с клубом USL «ОКС Энерджи» до конца сезона 2019. За «Энерджи» он дебютировал 23 сентября в матче против «Сакраменто Рипаблик». 30 сентября в матче против «Лас-Вегас Лайтс» он забил свой первый гол за «ОКС Энерджи».
1 января 2020 года Браун присоединился к клубу Индийской суперлиги «Бенгалуру», подписав контракт на полтора года.
15 января 2021 года Браун покинул «Бенгалуру» по взаимному согласию сторон и присоединился к «Норт-Ист Юнайтед». 7 сентября он продлил контракт с «горцами» на один год. 27 декабря в матче против «Мумбаи Сити» он оформил хет-трик.
22 июля 2022 года Браун присоединился к клубу «Сакраменто Рипаблик» на оставшуюся часть сезона Чемпионшипа ЮСЛ 2022. За «Рипаблик» он дебютировал 23 июля в матче против «Финикс Райзинг», заменив Рафаэля Хауреги на 76-й минуте. 10 сентября в матче против «Лаудон Юнайтед» он забил свой первый гол за «Рипаблик». По окончании сезона 2022 контракт Брауна с «Сакраменто Рипаблик» истёк.

## Международная карьера
12 октября 2013 года в отборочном матче чемпионата мира 2014 против сборной США Браун дебютировал за сборную Ямайки. 3 марта в поединке против Барбадоса Дешорн забил свой первый гол за национальную команду. В 2014 году Браун помог сборной выиграть Карибский кубок.
Летом 2015 года Браун попал в заявку сборной на участие в Кубке Америки в Чили. На турнире он сыграл в матчах против Уругвая, Парагвая и Аргентины. После поединка с аргентинцами Дешорн сделал селфи с Лионелем Месси.

### Голы за сборную Ямайки
| #  | Дата         | Место                                         | Противник  | Счёт | Результат | Соревнование      |
| -- | ------------ | --------------------------------------------- | ---------- | ---- | --------- | ----------------- |
| 1. | 2 марта 2014 | Национальный стадион, Сент-Майкл, Барбадос    | Барбадос   | 0:2  | 0:2       | Товарищеский матч |
| 2. | 5 марта 2014 | Босежур Крикет Граунд, Грос-Айлет, Сент-Люсия | Сент-Люсия | 0:2  | 0:5       | Товарищеский матч |

## Достижения
Международные
 Ямайка
- Карибский кубок — 2014